# طيفيف (قلنسية)

تعديل مصدري - تعديل

طيفيف هي إحدى قرى عزلة قلنسية وعبد الكوري بمديرية قلنسية وعبد الكوري التابعة لمحافظة أرخبيل سقطرى، بلغ تعداد سكانها 60 نسمة حسب تعداد اليمن لعام 2004.